# Marcello Giuliani
Marcello Giuliani (* 4. September 1967 in Avezzano) ist ein italienischer Fusionmusiker (E-Bass, auch Gitarre), Songwriter und Musikproduzent.
Giuliani wurde als Bassist wesentlich von Marcus Miller und Jaco Pastorius beeinflusst. Seit 1991 gehörte er zum Trio von Malcolm Braff. Mit dem Keyboarder Pierre Audétat, dem Schlagzeuger Christophe Calpini, den Rappern Nya und Ndagijé sowie DJ Goo gründete er 1992 die multikulturelle Gruppe Silent Majority, mit der er zwei Alben und eine EP aufnahm. Ebenfalls seit 1992 arbeitete er mit dem Elektrojazzer Erik Truffaz zusammen; seit 1997 gehört er fest zu dessen Band. Daneben spielte er mit Malia, Stephan Eicher, Jane Birkin, Étienne Daho, François Lindemann, Ben Sidran, Sylvie Vartan, Françoise Hardy, Anna Aaron, Fredrika Stahl und Sophie Hunger, mit denen er auch auf Alben zu hören ist. Tom Lord listet zwischen 1991 und 2015 insgesamt 21 Aufnahmen im Bereich des Jazz.

## Diskographische Hinweise
- Flavio Boltro, Eric Legnini, Pippo Matino, Stéphane Huchard, Paco Séry, Stefano Di Battista, Louis Winsberg, Daniele Scannapieco, Nantha Kumar, Marcello Giuliani Road Runner (Blue Note 1999)
- Pascal Portner, Malcolm Persson Braff, Marcello Giuliani 3io 4tet (Altrisuoni 2000)
- Erik Truffaz, Marcello Giuliani, Marc Erbetta, Patrick Muller Arkhangelsk (Blue Note 2007)